# 800 Balles
Pour plus de détails, voir Fiche technique et Distribution.
800 Balles (800 balas) est un film espagnol réalisé par Álex de la Iglesia, sorti en 2002.

## Synopsis
En Espagne dans le désert de Tabernas, près d'Almería, Julián et ses compagnons sont d'anciens cascadeurs de cinéma qui vivent dans les décors ayant servi à tourner jadis les plus grands westerns. Nostalgiques de cette époque, ils deviennent prêts à tout pour défendre leur « ville », lorsque celle-ci se trouve menacée de démolition. Mais 800 balles suffiront-elles contre les forces de police et les bulldozers ?

## Fiche technique
- Titre original : 800 balas
- Titre français : 800 Balles
- Réalisation : Álex de la Iglesia
- Scénario : Jorge Guerricaechevarría et Álex de la Iglesia
- Décors : José Luis Arrizabalaga et Arturo Garcia Otaduy
- Costumes : Paco Delgado
- Photographie : Flavio Martínez Labiano
- Montage : Alejandro Lázaro
- Musique : Roque Baños
- Production : Álex de la Iglesia, María Angulo et Juanma Pagazaurtandua
- Pays d'origine :  Espagne
- Format : couleur - 35 mm - 2,35:1 - son Dolby
- Genre : Comédie, western
- Durée : 124 minutes
- Dates de sortie : 
  - Espagne : 11 octobre 2002 (festival du film de Sitges), 18 octobre 2002 (sortie nationale)
  - France : 14 avril 2004

## Distribution
- Sancho Gracia (VF : Bernard-Pierre Donnadieu) : Julián Torralba, le grand-père de Carlos
- Luis Castro (VF : Kelyan Blanc) : Carlos Torralba
- Ángel de Andrés López (VF : Richard Leblond) : Cheyenne
- Carmen Maura (VF : Véronique Augereau) : Laura, la mère de Carlos
- Eusebio Poncela (VF : Patrick Osmond) : Scott, l'associé de Laura
- Terele Pávez (VF : Jacqueline Cohen) : Rocío
- Manuel Tallafé (VF : Gérard Surugue) : Manuel
- Ramón Barea (VF : Guy Chapellier) : Don Mariano, le maire
- Berta Ojea : Angeles
- Eduardo Gómez : Jose Maria
- Ane Gabarain (VF : Denise Metmer) : Jacinta
- Ander Sistiaga (VF : Renaud Marx) : le déménageur
- Gracia Olayo : Juli, la patronne du bar Los Charros
- Enrique Martínez : Arrastrao, le cow-boy blond
- Yoima Valdés (VF : Virginie Méry) : Sandra, la prostituée
- Cesáreo Estébanez : l'officier Andrés
- Eduardo Antuña : le chauffeur de taxi
- Luciano Federico : le croque-mort italien
- Constantino Romero (VF : Hervé Jolly) : la voix de Clint Eastwood

Source et légende : Version française (VF) sur Voxofilm

## Distinctions

### Récompenses
- Le film obtint le Prix Goya des meilleurs effets spéciaux en 2003.